# سیاه‌خروس کانادایی
سیاه‌خروس کانادایی (نام علمی: Falcipennis canadensis) نام یک گونه از سرده سیاه‌خروس بال‌داسی است.
این حیوان در رده پرندگان و در وضعیت حفاظت (دور از منقرض شدن) قرار دارد.
این پرنده در نوع های مختلف در کشور کانادا وجود دارد که بعضی از گونه های آن بسیار گران و با ارزش است.
نام این پرنده از کشور کانادا گرفته شده به دلیل اینکه اولین بار در کشور کانادا این گونه از خروس دیده شد و اسم آن سیاه خروش کانادایی نام گرفت.